# Podabrus kouichii
Podabrus kouichii es una especie de coleóptero de la familia Cantharidae.

## Distribución geográfica
Habita en Japón.